# Marcel Hess (Maler, 1873)
Marcel Jules Charles Hess (* 12. März 1873 in Brüssel; † 14. Dezember 1948 in Saint-Gilles/Sint-Gillis oder Grimbergen) war ein belgischer Maler.

## Leben

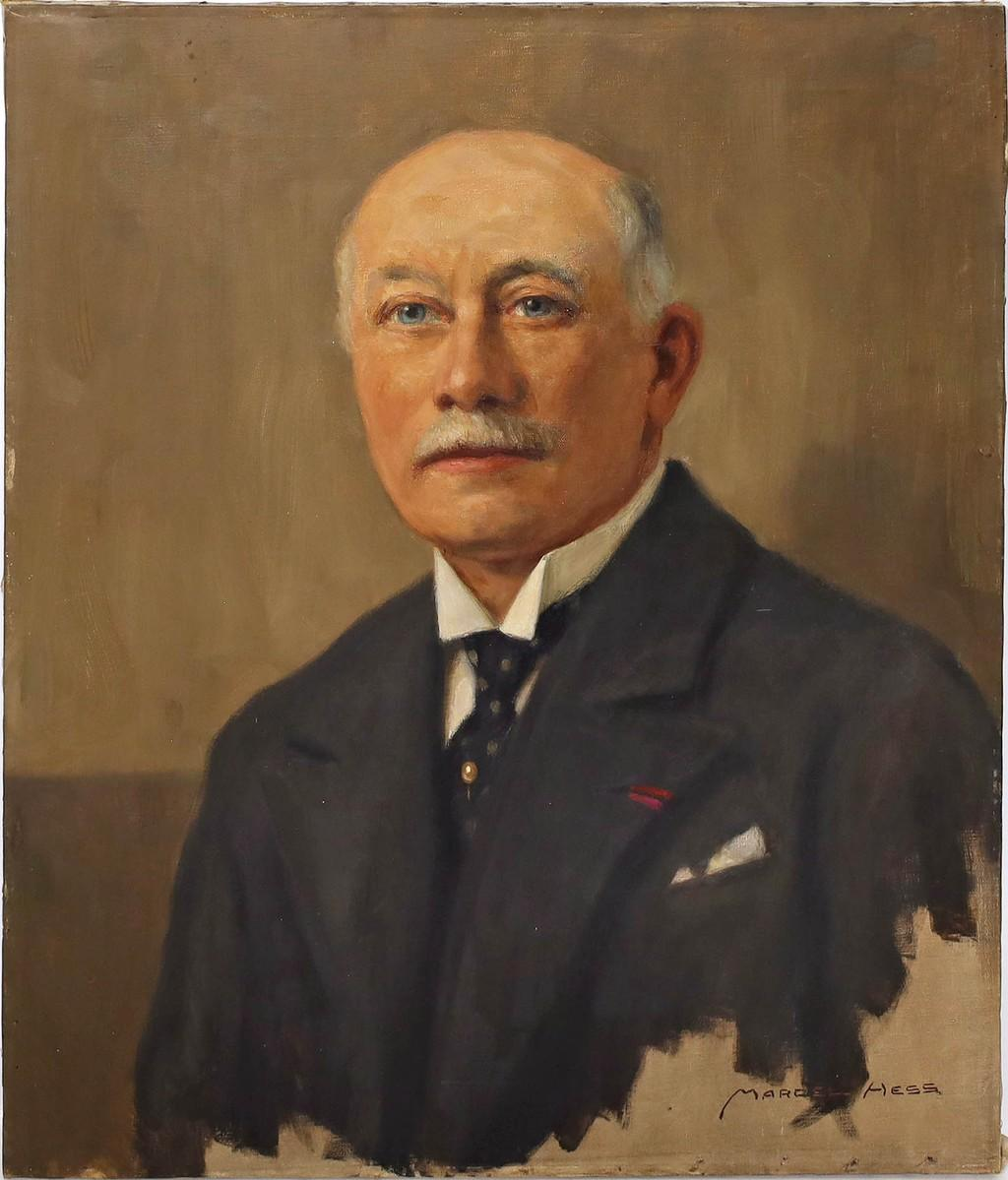
Herrenporträt

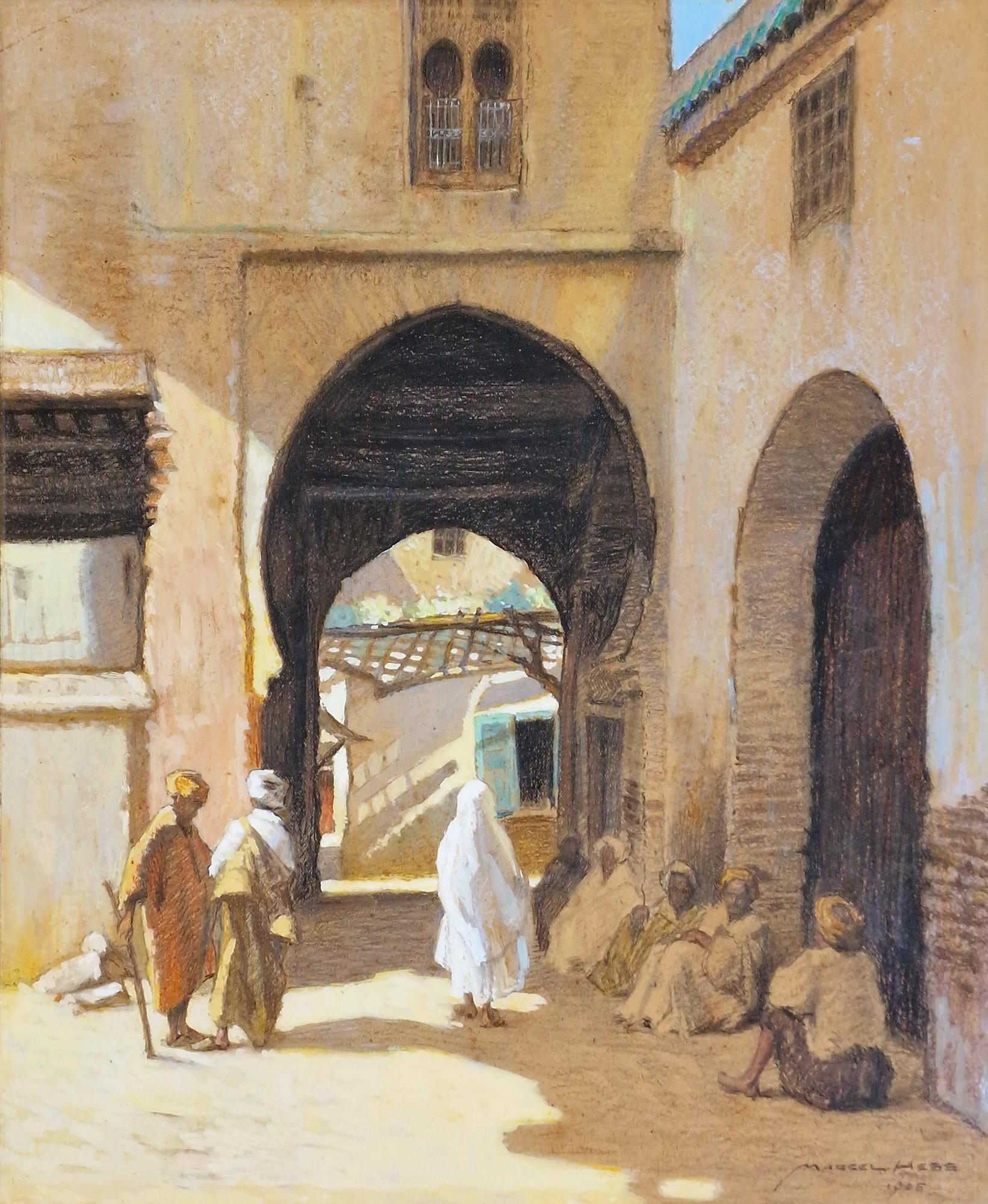
Orientalische Szene, 1905

Marcel Hess studierte in Brüssel an der Königlichen Kunstakademie unter Jean-François Portaels. Außerdem besuchte er die Kunstakademie Düsseldorf, wo Eduard von Gebhardt und Julius Paul Junghanns seine Lehrer waren. Er wirkte in Brüssel und in Düsseldorf und schuf Porträts, Interieur- und Genregemälde, Figurendarstellungen und Akte. Reisen führten ihn nach Frankreich und Marokko. 1907 war er Teilnehmer der Deutsch-Nationalen Kunstausstellung in Düsseldorf.